# Schloss Ralswiek

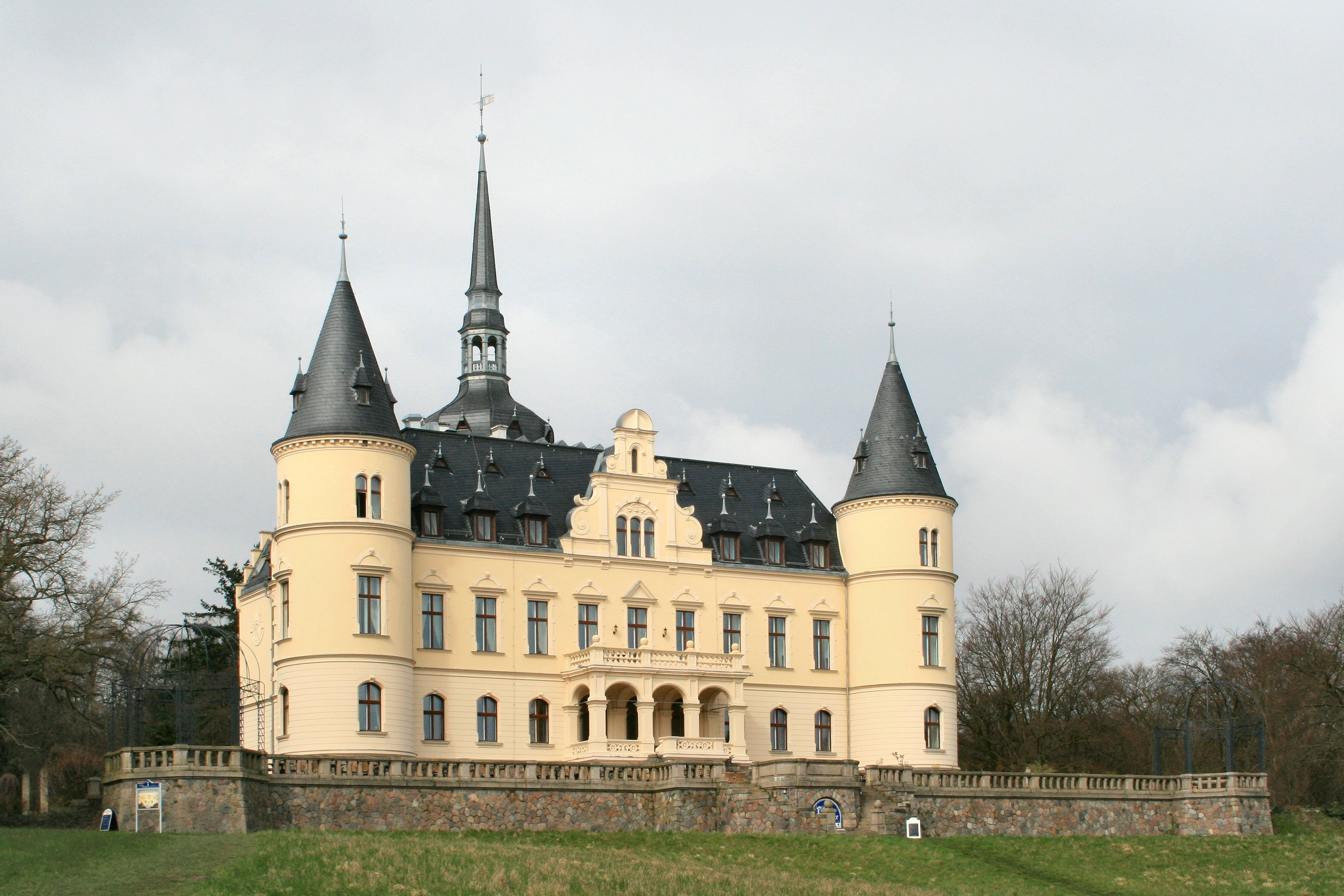
Schloss Ralswiek

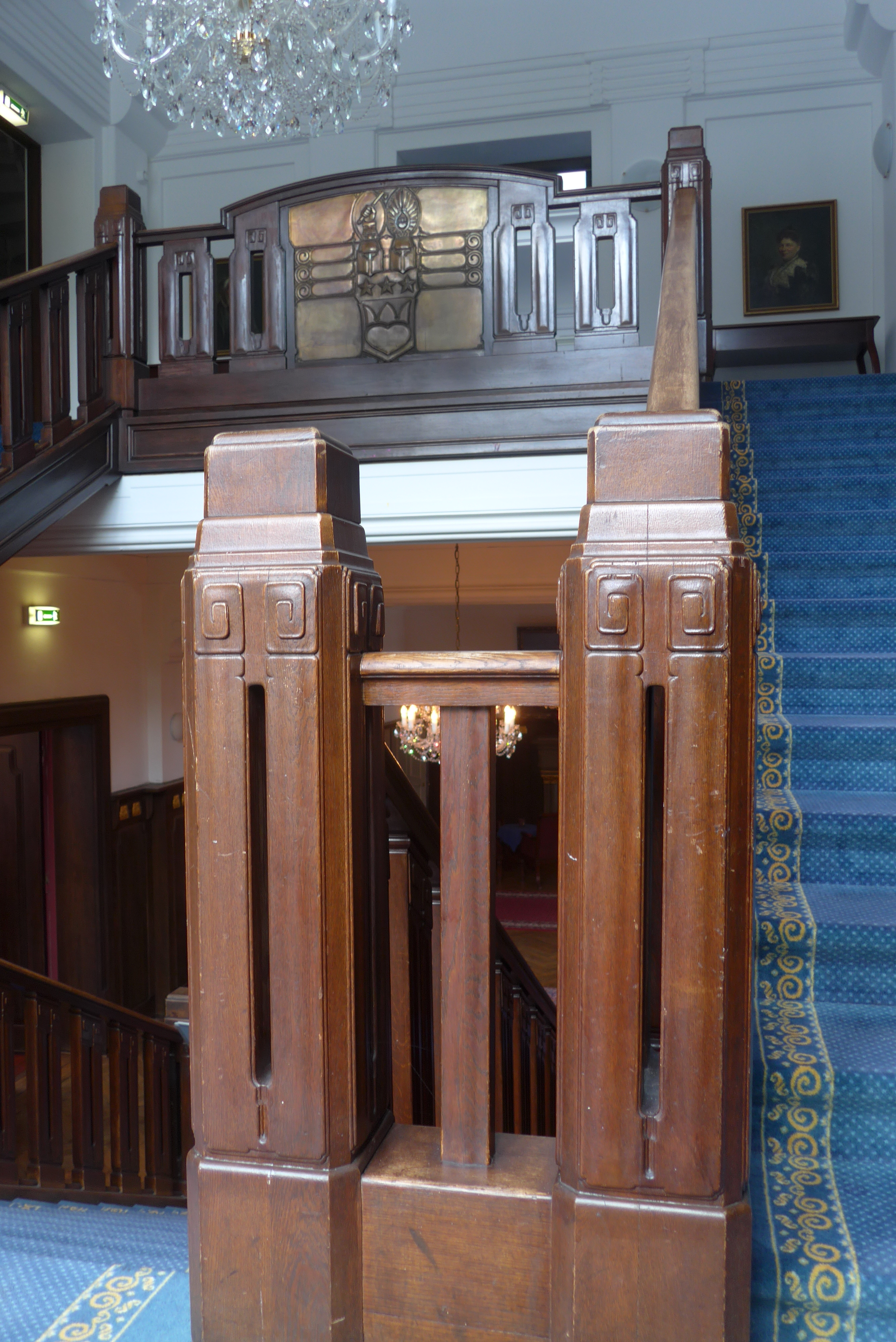
Treppenhaus nach Entwurf von Henry van de Velde, gegen 1912

Das Schloss Ralswiek ist ein Herrenhaus im Ort Ralswiek auf der Insel Rügen. Es liegt auf einem Hügel oberhalb des Großen Jasmunder Boddens.

## Geschichte
Ralswiek ist ein alter Siedlungsplatz und war im Lehensbesitz verschiedener rügenscher Adelsfamilien. Das alte Herrenhaus befindet sich links neben dem Schloss. Der ursprünglich nur eingeschossige Bau wurde im 19. Jahrhundert abgerissen und mit zwei Etagen und einem Neorenaissance-Giebel neu aufgebaut.
Im Jahr 1891 wurde das Gut an den Fabrikanten Hugo Sholto Graf Douglas aus Aschersleben verkauft. Dieser ließ von 1894 bis 1896 das Schloss nach Entwürfen des Berliner Architekten Gustav Stroh errichten, die Neorenaissance-Architektur folgt den Vorbildern französischer Renaissance-Schlösser. Das rechteckige Gebäude wird von zwei Türmen mit Kegeldächern flankiert. Die Ostseite des Gebäudes ist dem Bodden zugewandt. Die Haube des Turms, der sich vor dem Eingang befindet, überragt die beiden äußeren Türme. Im Hauptbau befindet sich ein überdachter Innenhof. 1913 erfolgte der Anbau des Marstalls nach Entwurf des Stralsunder Baumeisters Franz Juhre. Der Landschaftspark entstand 1810 und wurde um 1900 erweitert. Die weitgehend erhaltene Inneneinrichtung (Eingangshalle, Treppenhaus, Vertäfelungen, Türgriffe, Glasfenster) wurde teilweise von dem bedeutenden Jugendstil-Architekten Henry van de Velde entworfen.
1913 übernahm der Sohn Angus Graf Douglas (1870–1938) die Begüterung und war somit der 2. Fideikommissherr auf Ralswiek. Er war zweimal verheiratet.  Aus der geschiedenen Ehe mit Margareta von Enckevort-Vogelsang stammte der eigentliche Erbe Angus jun. von Douglas, zuerst liiert mit Huberta von Trotha-Skopau. Deren Söhne sind 1940 und 1942 noch in Ralswiek geboren.
Ende 1938 gehörten zum Besitz Ralswiek das Rittergut Gnies und Flächen in Jarnitz, gesamt 885 ha. Pächter waren Karl Mußmann und Helmut von Massow. Auch das 214 ha Rittergut Stedar und das 203 ha Gut Strössendorf, beide ebenso in Pacht gegeben, waren Teil von Ralswiek. 1939 wurde das Schloss enteignet, der Bodden wurde Kriegshafen, das Douglasschloss Kasino. Nach dem Zweiten Weltkrieg wurde das Schloss als Altenheim und später als Behinderten- und Pflegeheim des Deutschen Roten Kreuzes genutzt. Von 1999 bis 2002 wurde das Schloss zu einem Hotel umgestaltet.
Zu Füßen des Gebäudes befindet sich an den Ufern des Großen Jasmunder Boddens eine Naturbühne. Diese Bühne wurde Ende der 50er Jahre angelegt für 7000 Zuschauer. Auf dieser werden von Ende Juni bis Anfang September die Störtebeker-Festspiele aufgeführt.
Der weitläufige, das Haus umgebende Park ist aufgrund seiner botanischen Vielfalt einer der sehenswertesten Gartenanlagen Rügens. Er wurde im Jahr 1810 angelegt und von Graf Douglas nachfolgend erweitert und ausgebaut.

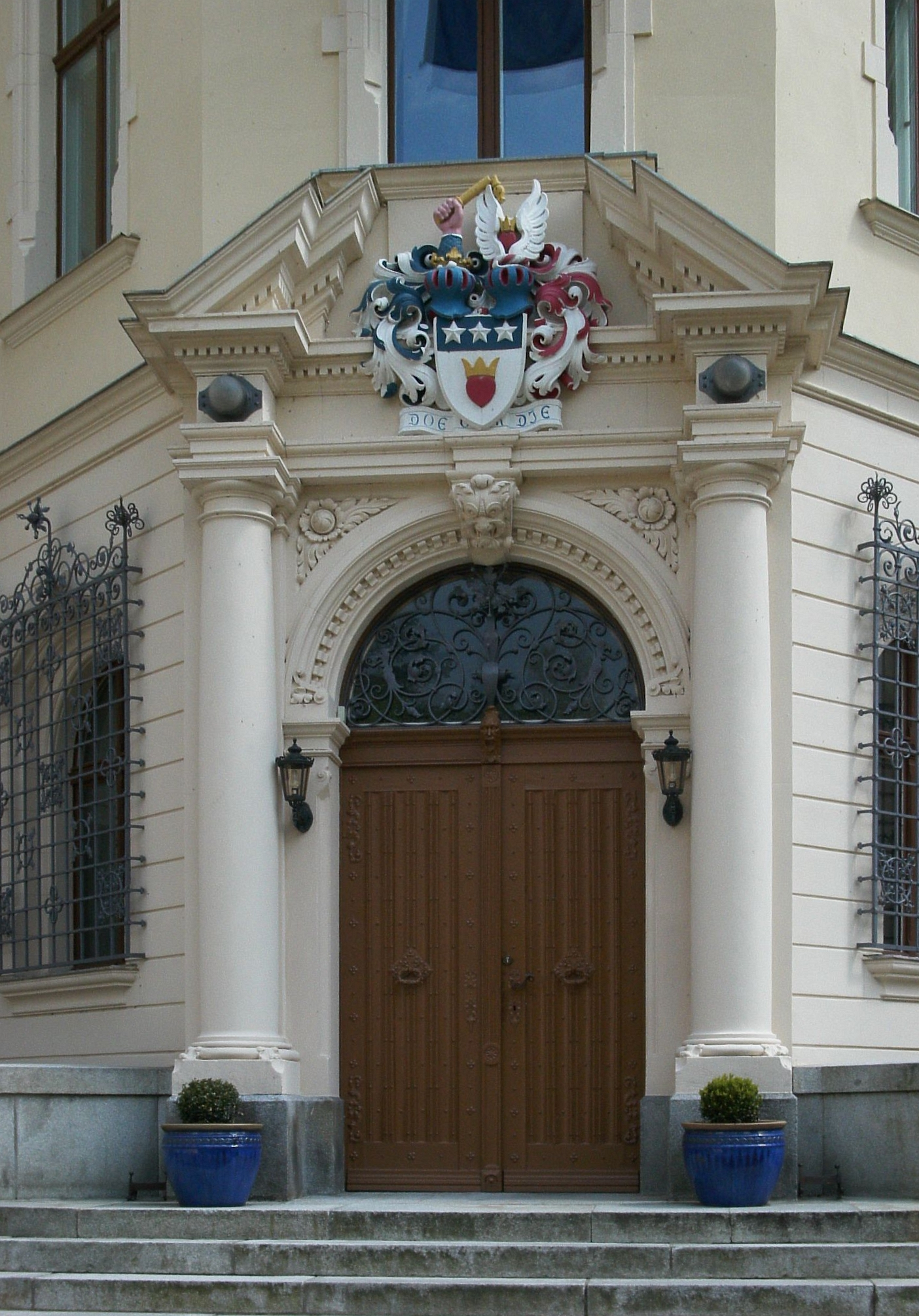
Schlossportal
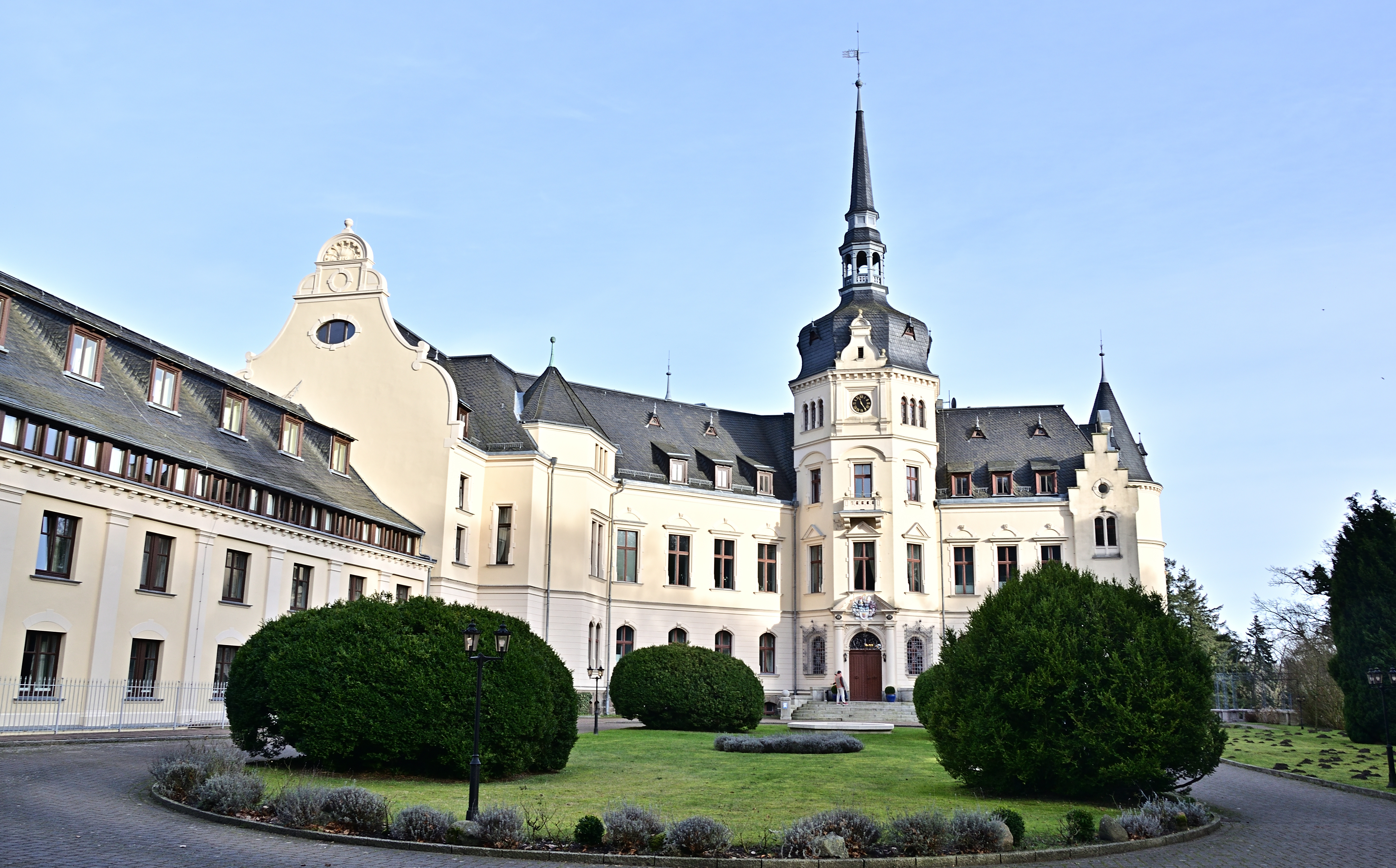
Schloss Ralswiek – Vorderfront
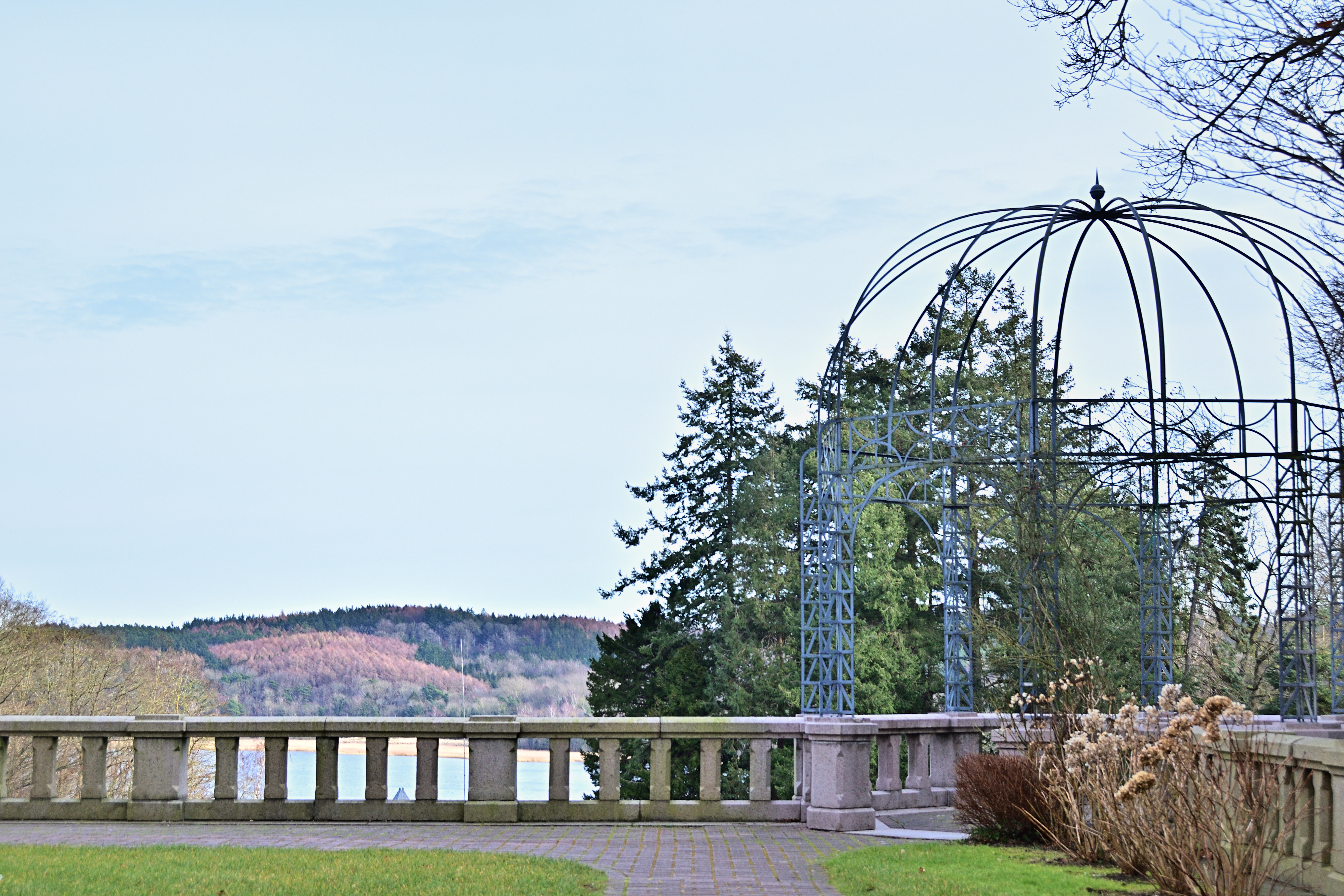
Blick vom Schloss auf den Großen Jasmunder Bodden
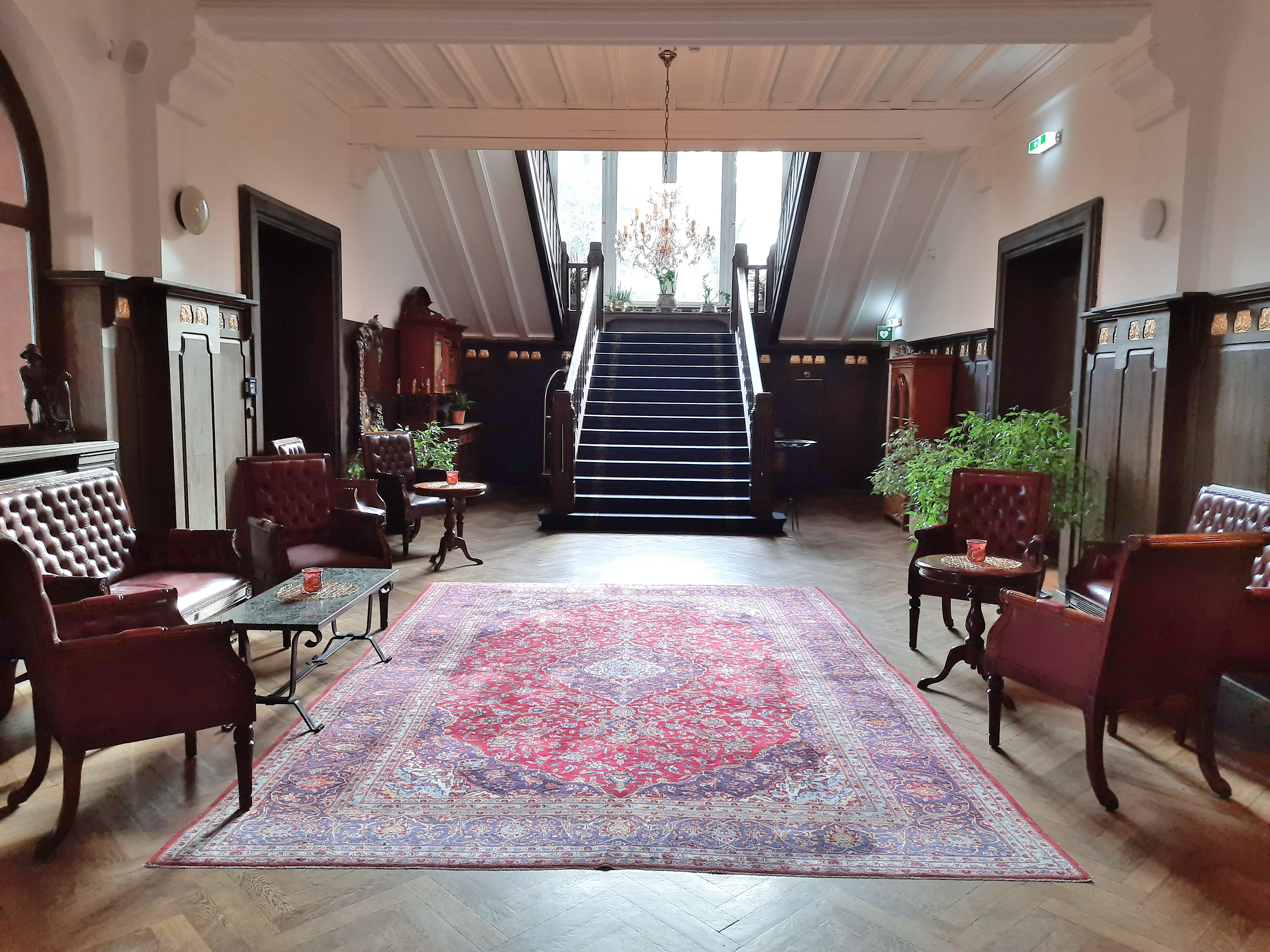
Eingangshalle Schloss Ralswiek